# Manuel Muñoz
Manuel Muñoz (ur. 28 kwietnia 1928, zm. 17 grudnia 2022) – piłkarz chilijski grający podczas kariery na pozycji obrońcy.

## Kariera klubowa
Podczas kariery piłkarskiej Manuel Muñoz występował w Tocopilli oraz stołecznym CSD Colo-Colo. Z Colo-Colo dwukrotnie zdobył mistrzostwo Chile w 1953 i 1956 oraz Puchar Chile w 1958. W barwach Colo-Colo rozegrał 189 meczów, w których zdobył 120 bramek.

## Kariera reprezentacyjna
W 1950 roku został powołany przez selekcjonera Arturo Bucciardiego do kadry na mistrzostwa świata w Brazylii. Na mundialu Machuca wystąpił w dwóch meczach – z Anglią (jego debiut w reprezentacji) i Hiszpanią. W 1952 uczestniczył w pierwszej edycji mistrzostw panamerykańskich, na którym Chile zajęło drugie miejsce. Na tym turnieju Muñoz wystąpił w czterech  meczach: z Panamą (bramka), Peru, Urugwajem (bramka) i Brazylią.
W 1955 uczestniczył w turnieju Copa América. Na turnieju, którego Chile było gospodarzem, „La Roja” zajęła drugie miejsce, a Muñoz wystąpił w czterech meczach: z Peru (bramka), Urugwajem (bramka), Paragwajem (bramka) i Argentyną. W 1956 uczestniczył w Copa América, na którym Chile zajęło trzecie miejsce. W turnieju rozgrywanym w Chile Muñoz wystąpił we wszystkich pięciu meczach: z Brazylią, Argentyną, Urugwajem, Peru (bramka) i Paragwajem. W tym samym roku uczestniczył w drugiej edycji mistrzostw panamerykańskich, na którym Chile zajęło ostatnie miejsce. Na tym turnieju Muñoz wystąpił w dwóch meczach - z Brazylią i Argentyną, który był jego ostatnim meczem w reprezentacji. Od 1950 do 1956 roku rozegrał w kadrze narodowej 25 spotkań, w których zdobył 8 bramek.